# Stars Dance Tour
Stars Dance Tour fue la primera gira mundial como solista de la cantante estadounidense Selena Gomez. Anteriormente realizó tres giras junto a su banda Selena Gomez & the Scene: Selena Gomez & the Scene: Live in Concert, A Year Without Rain Tour y We Own the Night Tour. 
De dicha gira fueron canceladas las fechas programadas para Asia y Australia ya que Gómez quería un respiro y enfocarse en sí misma, luego en la primera semana de enero de 2014 entró a rehabilitación. Sin embargo se presentó el 8 y 9 de marzo de dicho año en Hidalgo (Texas) y Houston (Texas).

## Antecedentes
| «Va a ser un show más grande. Estoy emocionada. He estado bailando mucho y solo quiero entretener a la gente y estoy super feliz.» —Comentario de Selena Gomez sobre sus expectativas de la gira. |

El 15 de abril de 2013, Selena Gomez anunció en el programa On Air with Ryan Seacrest que se embarcaría en una gira mundial llamada Stars Dance Tour para promocionar su primer álbum como solista. Allí mismo, anunció que las fechas en América se llevarían a cabo desde el 10 de octubre hasta el 20 de noviembre y que las entradas estarían disponibles en su página web desde el 20 de abril. También comentó que:

«Extrañaba cuando los shows solían ser solo sobre el baile y la presentación en contraposición a lo grande y elaborados que son los escenarios [ahora] así que quiero volver a eso. Mis favoritas eran Britney [Spears] y Janet Jackson así que quiero que sea un poco más de baile y hacerlo sobre entretenimiento y sobre el show y las canciones en lugar de cuán grande son los efectos y el escenario».

## Actos de apertura
Actos de apertura
- Emblem 3 (América del Norte)[2]
- Christina Grimmie (América del Norte)
- Anton Ewald (Suecia)
- The Vamps (Reino Unido)
- Union J (Portugal)
- Timeflies (Bélgica, Países Bajos y Francia)
- Xuso Jones (España)
- Daniele Negroni (Austria)
- Karl Wolf (Dubái)
- Midnight RED (Hidalgo Texas)

## Lista de canciones
Acto 1
1. "Bang Bang Bang"
2. "Round & Round"
3. "Like a Champion"
4. "B.E.A.T."
5. "Work" (Iggy Azalea cover)

Acto 2
1. "Stars Dance"
2. "Write Your Name"
3. "Birthday"
4. "Birthday Cake" (Rihanna cover)
5. "Roar" (Katy Perry cover / solo en Estados Unidos)
6. "Love You like a Love Song"

Acto 3
1. "Love Will Remember"
2. "Dream" (Priscilla Ahn cover)
3. "Royals" (Lorde cover / solo en Canadá y Europa)
4. "Who Says"

Acto 4
1. "Whiplash"
2. "Naturally"
3. "Save the Day"
4. "Undercover"
5. "A Year Without Rain" (solo en Europa)

Acto 5
1. "Come & Get It"
2. "Slow Down"

| Repertorio de Houston Rodeo |
| --- |
| 1. "Bang Bang Bang" 2. "Round & Round" 3. "Like a Champion" 4. "B.E.A.T." 5. "Stars Dance" 6. "Write Your Name" 7. "Birthday" 8. "Love You like a Love Song" 9. "Dream" (Priscilla Ahn cover) 10. "Who Says" 11. "Naturally" 12. "Save the Day" 13. "Undercover" 14. "Come & Get It" 15. "Slow Down" |

## Fechas de la gira
| Fecha                    | Ciudad           | País                   | Recinto                    | Entradas vendidas / Disponibles | Recaudación |
| ------------------------ | ---------------- | ---------------------- | -------------------------- | ------------------------------- | ----------- |
| América del Norte        |                  |                        |                            |                                 |             |
| 14 de agosto de 2013     | Vancouver        | Canadá                 | Rogers Arena               | 10.359/10.359                   | $ 774.946   |
| 16 de agosto de 2013     | Lethbridge       | Canadá                 | ENMAX Centre               | 4,000/ 4,000                    | $ 214,874   |
| 17 de agosto de 2013     | Edmonton         | Canadá                 | Rexall Place               | 6.843/7.697                     | $371.538    |
| 18 de agosto de 2013     | Saskatoon        | Canadá                 | Credit Union Centre        | 9,236 / 9,236                   | $575,936    |
| 19 de agosto de 2013     | Winnipeg         | Canadá                 | MTS Centre                 | 8.756/8.756                     |             |
| 22 de agosto de 2013     | Ottawa           | Canadá                 | Scotiabank Place           | 8,750/8,750                     |             |
| 23 de agosto de 2013     | Montreal         | Canadá                 | Bell Centre                | 12,859/12.859                   | $634.759    |
| 24 de agosto de 2013     | Toronto          | Canadá                 | Air Canada Centre          | 12,000/12,000                   | $853,501    |
| Europa                   |                  |                        |                            |                                 |             |
| 30 de agosto de 2013     | Copenhague       | Dinamarca              | Falkoner Teatret           | 2,100 /2,100                    |             |
| 31 de agosto de 2013     | Estocolmo        | Suecia                 | Fryshuset                  | 4,644/4.644                     |             |
| 1 de septiembre de 2013  | Oslo             | Noruega                | Oslo Spektrum              | 7.294/8.894                     |             |
| 3 de septiembre de 2013  | Ámsterdam        | Países Bajos           | Heineken Music Hall        | 5,062/5,062                     |             |
| 4 de septiembre de 2013  | Amberes          | Bélgica                | Lotto Arena                | 4.756/4.756                     |             |
| 5 de septiembre de 2013  | París            | Francia                | Zénith de Paris            | 7,745/7,745                     |             |
| 7 de septiembre de 2013  | Londres          | Reino Unido            | Hammersmith Apollo         | 11,753                          |             |
| 8 de septiembre de 2013  | Londres          | Reino Unido            | Hammersmith Apollo         | 11,753                          |             |
| 11 de septiembre de 2013 | Lisboa           | Portugal               | Campo Pequeno              | 8.947/8.947                     |             |
| 12 de septiembre de 2013 | Madrid           | España                 | Palacio de Vistalegre      | 10,577/12.000                   |             |
| 14 de septiembre de 2013 | Fráncfort        | Alemania               | Jahrhunderthalle           | 10,543/10,543                   |             |
| 16 de septiembre de 2013 | Milán            | Italia                 | Discoteca Alcatraz         | 4.647/4.647                     |             |
| 17 de septiembre de 2013 | Viena            | Austria                | Wiener Stadthalle          | 7,000/8,200                     |             |
| Asia                     |                  |                        |                            |                                 |             |
| 27 de septiembre de 2013 | Dubái            | Emiratos Árabes Unidos | Trade Centre Arena         | 8,000/8,000                     |             |
| América del Norte        |                  |                        |                            |                                 |             |
| 10 de octubre de 2013    | Washington D. C. | Estados Unidos         | Patriot Center             | 11.543/11.543                   |             |
| 11 de octubre de 2013    | Pittsburgh       | Estados Unidos         | Petersen Events Center     | 10.675/12.875                   |             |
| 12 de octubre de 2013    | Boston           | Estados Unidos         | TD Garden                  | 10,423/13,688                   |             |
| 15 de octubre de 2013    | Búfalo           | Estados Unidos         | First Niagara Center       | 13.223/13.898                   |             |
| 16 de octubre de 2013    | Nueva York       | Estados Unidos         | Barclays Center            | 10,632/12,755                   | $ 875,636   |
| 18 de octubre de 2013    | Filadelfia       | Estados Unidos         | Wells Fargo Center         | 11,905 / 11,905                 | $583,662    |
| 19 de octubre de 2013    | Uncasville       | Estados Unidos         | Mohegan Sun Arena          | 7,043 / 7,043                   | $379,408    |
| 20 de octubre de 2013    | Newark           | Estados Unidos         | Prudential Center          | 12,126 / 12,126                 | 600,987     |
| 22 de octubre de 2013    | Hershey          | Estados Unidos         | Giant Center               | 12.432/14.786                   |             |
| 23 de octubre de 2013    | Louisville       | Estados Unidos         | KFC Yum! Center            | 6,081 / 6,360                   | $256,742    |
| 25 de octubre de 2013    | Nashville        | Estados Unidos         | Bridgestone Arena          | 6,428 / 7,674                   | $315,204    |
| 26 de octubre de 2013    | Atlanta          | Estados Unidos         | Philips Arena              | 9,173 / 9,173                   | $431,345    |
| 27 de octubre de 2013    | Charlotte        | Estados Unidos         | Time Warner Cable Arena    | 7.243/11.650                    |             |
| 29 de octubre de 2013    | Sunrise          | Estados Unidos         | BB&T Center                | 8,644/15,375                    |             |
| 30 de octubre de 2013    | Tampa            | Estados Unidos         | Tampa Bay Times Forum      | 7,448/14,300                    |             |
| 1 de noviembre de 2013   | San Antonio      | Estados Unidos         | AT&T Center                | 10.765/10.765                   |             |
| 2 de noviembre de 2013   | Houston          | Estados Unidos         | Toyota Center              | 6,599/12,740                    |             |
| 3 de noviembre de 2013   | Dallas           | Estados Unidos         | American Airlines Center   | 13,000/33,000                   |             |
| 5 de noviembre de 2013   | Phoenix          | Estados Unidos         | US Airways Center          | 12.345/15.265                   |             |
| 6 de noviembre de 2013   | Los Ángeles      | Estados Unidos         | Staples Center             | 12,668/12,688                   | $1,116,246  |
| 8 de noviembre de 2013   | San Diego        | Estados Unidos         | San Diego Sports Arena     | 13.874/13.874                   |             |
| 9 de noviembre de 2013   | Las Vegas        | Estados Unidos         | Mandalay Bay Events Center | 12.765/12.765                   |             |
| 10 de noviembre de 2013  | San José         | Estados Unidos         | SAP Center at San José     | 8.643/14.753                    |             |
| 12 de noviembre de 2013  | Seattle          | Estados Unidos         | KeyArena                   | 13.853/13.853                   |             |
| 14 de noviembre de 2013  | Salt Lake        | Estados Unidos         | EnergySolutions Arena      | 8.789/13.985                    |             |
| 16 de noviembre de 2013  | Denver           | Estados Unidos         | Ball Arena                 | 13.564/13.564                   |             |
| 17 de noviembre de 2013  | Kansas           | Estados Unidos         | Sprint Center              | 13.656/13.656                   |             |
| 18 de noviembre de 2013  | San Luis         | Estados Unidos         | Chaifetz Arena             | 14.675/15.876                   |             |
| 19 de noviembre de 2013  | Indianápolis     | Estados Unidos         | Bankers Life Fieldhouse    | 11.234/14.564                   |             |
| 21 de noviembre de 2013  | Minneapolis      | Estados Unidos         | Target Center              | 7,248 / 7,248                   | $320,478    |
| 22 de noviembre de 2013  | Chicago          | Estados Unidos         | Allstate Arena             | 19,000/19,000                   |             |
| 23 de noviembre de 2013  | Columbus         | Estados Unidos         | Nationwide Arena           | 12.775/12.775                   |             |
| 26 de noviembre de 2013  | Detroit          | Estados Unidos         | The Palace of Auburn Hills | 10,240 / 10,240                 | $469,452    |
| 8 de marzo de 2014       | Hidalgo          | Estados Unidos         | State Farm Arena           |                                 |             |
| 9 de marzo de 2014       | Houston          | Estados Unidos         | RodeoHouston               | 79,236 / 79,236                 | $3,975,936  |
| Total                    | Total            | Total                  | Total                      |                                 | $36,880,566 |

## Conciertos cancelados
| Fecha                    | Ciudad          | País        | Lugar                         | Motivo                                                          |
| ------------------------ | --------------- | ----------- | ----------------------------- | --------------------------------------------------------------- |
| 19 de septiembre de 2013 | Minsk           | Bielorrusia | Minsk Arena                   | Desconocido.                                                    |
| 21 de septiembre de 2013 | Kiev            | Ucrania     | Palacio de los Deportes       | Desconocido.                                                    |
| 23 de septiembre de 2013 | San Petersburgo | Rusia       | Palacio de Hielo              | Retirado de la Visa.                                            |
| 25 de septiembre de 2013 | Moscú           | Rusia       | Estadio Olimpiski             | Retirado de la Visa.                                            |
| 16 de enero de 2014      | Tokio           | Japón       | Zepp                          | Asuntos personales. En 2015, Gomez reveló diagnóstico de lupus. |
| 17 de enero de 2014      | Tokio           | Japón       | Zepp                          | Asuntos personales. En 2015, Gomez reveló diagnóstico de lupus. |
| 20 de enero de 2014      | Osaka           | Japón       | Namba Hatch                   | Asuntos personales. En 2015, Gomez reveló diagnóstico de lupus. |
| 24 de enero de 2014      | Shanghái        | China       | Centro de Gimnasia            | Asuntos personales. En 2015, Gomez reveló diagnóstico de lupus. |
| 26 de enero de 2014      | Kuala Lumpur    | Malasia     | Estadio Merdeka               | Asuntos personales. En 2015, Gomez reveló diagnóstico de lupus. |
| 27 de enero de 2014      | Singapur        | Singapur    | Star Performing Arts Centre   | Asuntos personales. En 2015, Gomez reveló diagnóstico de lupus. |
| 29 de enero de 2014      | Manila          | Filipinas   | Coliseo Smart Araneta         | Asuntos personales. En 2015, Gomez reveló diagnóstico de lupus. |
| 1 de febrero de 2014     | Perth           | Australia   | Perth Arena                   | Asuntos personales. En 2015, Gomez reveló diagnóstico de lupus. |
| 4 de febrero de 2014     | Adelaida        | Australia   | Adelaide Entertainment Centre | Asuntos personales. En 2015, Gomez reveló diagnóstico de lupus. |
| 6 de febrero de 2014     | Brisbane        | Australia   | Centro de Exhibición          | Asuntos personales. En 2015, Gomez reveló diagnóstico de lupus. |
| 7 de febrero de 2014     | Sídney          | Australia   | Centro de Entretenimiento     | Asuntos personales. En 2015, Gomez reveló diagnóstico de lupus. |
| 8 de febrero de 2014     | Melbourne       | Australia   | Rod Laver Arena               | Asuntos personales. En 2015, Gomez reveló diagnóstico de lupus. |